# 삼성 기어 2
삼성 기어 2(영어: Samsung Gear 2)는 삼성전자에서 제조, 판매하는 타이젠 OS 스마트워치로, 2014년 2월 22일 선 발표된 후 이틀 뒤 모바일 월드 콩그레스(MWC) 2014에서 그 모습이 공개되었으며, 이후 2014년 3월 27일에 정식 출시했다. 제품의 외형은 이전 출시 제품인 삼성 갤럭시 기어의 형상을 유지하면서, 이전 제품의 단점을 개선하였다.

## 특징

### 하드웨어
삼성 기어 2는 전작인 갤럭시 기어와 유사한 디자인을 가지고 있으나, 갤럭시 기어와는 달리 홈 버튼이 제품 화면 하단에 추가되었으며, 시계줄에 장착되어 있던 200만 화소 카메라가 제품 화면 상단으로 이동되어, 사용자가 임의로 시계줄을 교체할 수 있게 되었다. 카메라 모듈 옆에는 리모컨 기능을 위한 적외선 포트가 새로 추가되었다. 기어2는 기어 2와 기어 2 네오, 이 두 가지 버전으로 출시되었으며, 외형은 두 버전 모두 동일하지만, 기어 2는 금속 외형을 가지고 있는 것에 반해, 하위 버전인 기어 2 네오는 플라스틱 외형에 카메라 모듈이 빠져있다. 제품의 프로세서는 1.0Ghz 듀얼코어의 엑시노스 3250가 장착되었으며, 전작과 마찬가지로, 1.63인치, 320×320픽셀 해상도의 Super AMOLED 터치스크린과 512MB 메모리, 4GB의 내부 저장소가 장착되어 있다. 또한, 광학식 심장 박동 측정 센서가 제품 본체 뒤에 장착되어 있으며, 전작보다 배터리 용량이 300mAh로 줄어들었으나, 사용 가능 시간이 2~3일로 전작에 비해 크게 증가하였다. 전작과 마찬가지로, 제품 본체에는 충전 포트가 장착되어 있지 않아, 제품 패키지에 포함되어 있는 마이크로 USB 케이스를 제품 뒤편에 장착해야, 충전과 USB 통신이 가능하다.
한편, 기어 2에는 방수/방진 기능이 추가되었으며, 방수/방진의 수준은 IP67 등급이다.

### 소프트웨어
안드로이드 OS 상에서 구동되는 삼성 갤럭시 기어와는 달리, 삼성 기어 2는 타이젠 웨어러블 OS 상에서 구동된다. 기어 2의 유저 인터페이스는 전작인 갤럭시 기어와 유사하며, 삼성전자에서 제공하는 SAP(Samsung Accessory Protocol)을 통해 스마트폰 등의 호스트 장치과 연결된다. 호스트 장치와 연결된 기어 2는 호스트 장치에서의 알람을 기어 2에서 받거나, 기어 2에서 호스트 장치에 명령을 내릴 수 있다. 또한, 기어 2 자체에 내장된 S 보이스를 이용해 연락처를 찾거나, 전화를 걸고, 문자 메시지를 보내는 등의 명령을 음성으로 수행할 수 있다. 한편, 내 디바이스 찾기 기능을 통해 서로 연결된 장치의 위치를 알아낼 수 있다.
기어 2에서 추가된 주요 애플리케이션은 운동 애플리케이션과, WatchOn 리모컨 애플리케이션이며, 운동 애플리케이션은 심박수를 측정하고, 호스트 장치에 설치된 S 헬스와 연동이 가능한 특징이 있다. 특히 적외선 포트를 사용하는 WatchOn 리모컨 애플리케이션을 통해 TV, 셋톱 박스, 에어컨을 제어할 수 있다. 또한, 기어 2에 내장된 뮤직 플레이어를 통해 미리 내부 저장소에 저장해 둔 음악을 재생할 수도 있다. 갤럭시 기어와 마찬가지로, 호스트 장치에 기어 매니저 애플리케이션을 설치하여, 연결 설정, 시계 화면 수정, 삼성 앱스에서의 앱 설치 등이 가능하다. 또한 기어 매니저 애플리케이션을 통해 기어 2의 바탕화면을 바꾸거나, 알람 유무를 설정하며, 기타 설정에 대한 백업 및 복구, 기어2 펌웨어 업그레이드가 가능하다.

## 색상
- 차콜 블랙
- 골드 브라운 (기어 2)
- 모카 그레이 (기어 2 네오)
- 와일드 오렌지

## 변종

### 삼성 기어 2 네오 (Samsung Gear 2 Neo, SM-R381)
기존의 기어 2에서 카메라가 제거된 보급형 제품이며, 크기는 가로 58.8 mm, 세로 37.9 mm, 무게는 55 g으로 변경되었다.

## 같이 보기
- 삼성 갤럭시 S5
- 삼성 기어 핏
- 삼성 기어 라이브